# Альдекоа, Игнасио
Игна́сио Альдеко́а Иса́си (исп. Ignacio Aldecoa Isasi; 24 июля 1925, Витория — 15 ноября 1969, Мадрид) — испанский писатель «поколения пятидесятых годов».

## Биография
Родился в семье владельца ремонтной мастерской, бывшей семейным делом на протяжении нескольких поколений. В детстве не испытывал нужды и был любим в семье, но имел проблемы с общением в школе.
Учился на факультете искусств в университете Мадрида. Изучал философию и литературу в университетах Саламанки и Мадрида. Позже жил в Соединённых Штатах Америки, но последние годы жизни провёл на родине. Его первыми работами были сборники стихов, опубликованных в 1947 и 1949 годах. Его первый роман, «El fulgor y la sangre», был опубликован в 1954 году. Альдекоа был довольно плодовитым писателем, создал около шести романов и множество сборников рассказов, а также несколько туристических путеводителей. Писал в основном в стиле неореализма, многие его произведения содержат автобиографические элементы. Он также был журналистом и диктором, написал четыре сценария к фильмам.